# چوانشان
چوانشان (به لاتین: Chuanshan District) یک سکونتگاه مسکونی در جمهوری خلق چین است که در سوینینگ واقع شده‌است.

## خصوصیات
چوانشان ۶۱۸ کیلومترمربع مساحت و ۶۷۰٬۰۰۰ نفر جمعیت دارد و ۲۸۳ متر بالاتر از سطح دریا واقع شده‌است.